# كأس الكؤوس الإفريقية 1980
كأس الكؤوس الأفريقية 1980 هو الموسم 6 من كأس الكؤوس الأفريقية. أشرف على تنظيمه الاتحاد الأفريقي لكرة القدم، وكان عدد الأندية المشاركة فيه 28، وفاز فيه تي بي مازيمبي.